# Musée des arts de Yokosuka
Yokosuka Museum of Art (en japonais, 横須賀美術館 Yokosuka bijutsukan) est un musée situé dans le  Kannonzaki Park (観音崎公園), à Yokosuka, dans la préfecture de Kanagawa, en 2007. Sa collection comprend 5 000 pièces dont des œuvres de Fujishima Takeji et de Nakamura Tsune. 